# Lipa (powiat pułtuski)
Lipa – wieś w Polsce położona w województwie mazowieckim, w powiecie pułtuskim, w gminie Pułtusk. Ma status sołectwa. Leży nad Narwią.
Wieś duchowna położona była w drugiej połowie XVI wieku w powiecie makowskim ziemi różańskiej województwa mazowieckiego. W 1785 roku wchodziła w skład klucza góreckiego biskupstwa płockiego. W latach 1975–1998 miejscowość należała administracyjnie do województwa ciechanowskiego.